# Campylocheta lipernis
Campylocheta lipernis là một loài ruồi trong họ Tachinidae.